# Djursholm
Djursholm er en villaby i Stockholms län, 10 km nord for hovedstaden. Djursholm var oprindelig et gods af meget stort omfang, som fra ca år 1500 og 300 år frem tilhørte Banér-slægten. Byen har 8.982(2021) indbyggere.
I 17. århundrede opførtes et slot på godset, som dog efterhånden forfaldt. I 1889 dannedes et aktieselskab, der grundlagde Sveriges formodentlig rigeste og fornemste villaby.
Der er i servitutterne fastlagt, at der ikke må indrettes industrielle anlæg i tilknytning til byen.
Djursholm har kapel, folkeskole og privatskole, som er indrettet i det gamle slot. Uden for slottet findes en buste af Viktor Rydberg, som levede sine sidste år i Djursholm.
Der er nærbaneforbindelse til Stockholm.

## Personer fra Djursholm
- Johan Eliasch - svensk erhvervsmand og milliardær (født 1962)